# 基金訓練
基金訓練（ききんくんれん）は、日本の緊急人材育成・就職支援基金による職業訓練であった。雇用保険を受給できない人を対象に、無料で職業訓練を行っていた。2011年（平成23年）9月開講分をもって終了し、10月以降は求職者支援訓練に引き継がれている。

## 事業創設の経緯

### 根拠法令
雇用対策法施行規則（昭和41年労働省令第23号）第13条第2項の規定に基づき、平成22年度雇用施策実施方針の策定に関する指針として、「平成二十二年度雇用施策実施方針の策定に関する指針」が定められた（2010年（平成22年）4月1日より適用）。この一の（一）カにおいて、基金訓練が規定されている。

### 雇用問題への対応
2009年（平成21年）現在、深刻な経済危機に伴い、離職を余儀なくされる人や失業期間の長期化等の懸念に対応するため、国は平成21年度補正予算による緊急人材育成支援事業を創設した。この事業の一つが、基金訓練である。

## 対象者
雇用保険を受給できない人が対象となっていた。例えば、学生だったが就職できなかった人、フリーターやパートタイマーなどをやっていて雇用保険に加入していなかった人、雇用保険の受給が修了してしまった人などである。基金訓練を受講できる人は、以下のいずれにも該当する人である。
- ハローワークに求職申込みを行っている人
- ハローワークにおいて、キャリア・コンサルティングを受け、基金訓練のあっせんを受けた人
- 職業訓練を受けるために必要な能力がある人
- 過去に公共職業訓練を受講したことがある人は、訓練修了後1年以上経過し、かつ、2009年（平成21年）6月8日以降に受講を修了した公共職業訓練の期間と、新たに受講しようとする職業訓練の期間が合計して24ヶ月を超えない人

※ただし、雇用保険の受給者も受講できる可能性はある。その場合は当然ながら公共職業訓練のような各種手当てなどの優遇措置はない。あくまで雇用保険を受給できない人間が優先され、受給者の参加枠がない場合もある。興味がある場合は詳細を管轄のハローワークで確認するとよい。

## 対象となる職業訓練

### 職業訓練の認定
中央職業能力開発協会による訓練実施計画の認定を受けた職業訓練が対象となっていた。以下のような認定基準が定められている。
- 実施機関は、専修学校、各種学校、教育訓練企業等の民間教育訓練機関、大学、大学院、短期大学、職業訓練法人、社会福祉法人、特定非営利活動法人、社会福祉法人、事業主、認定職業訓練施設、農林業の団体、事業主団体などとする。以下、これらを「教育訓練機関」と呼ぶ。
- 教育訓練機関は、安定して事業運営が可能と認められなければならない。例えば、認定の申請以前に1年以上の教育訓練の実績があることなどである。
- 事業運営に必要な組織体制、責任者1名、運営・管理担当者1名以上を備えていること。
- 教育訓練に必要な教室、実習室、設備、備品等を常時、使用できる状態にあること。
- 受講定員は概ね10〜30人であること。
- 訓練指導担当者（以下、講師）は、受講者15人までは1名、15人を超える場合は2名以上の配置を標準とする。
- 講師は、職業訓練指導員免許を有するなど、教育訓練の適切な指導が可能と認められる者とする。
- その他

### 職業訓練の内容
対象となる職業訓練の内容は、成長や雇用吸収を見込める介護、福祉、医療、情報通信等の分野を中心に、地域のニーズ等を踏まえたものとする。受講料は無料であるが、実費（テキスト代など）の負担が必要な場合がある。
2010年8月現在、以下の3種類がある。
- 再就職に必要な情報技術（文書作成、表計算、図表作成、プレゼンテーション制作など）を習得するための3ヶ月程度の訓練。
- 医療、介護、福祉、情報技術、電気設備、農林水産業、その他、地域で必要な人材に要求される基本から実践までの能力を習得するための3ヶ月〜1年程度の訓練。
- 社会教育、環境保全などの社会的事業等の分野で就職したり、事業の担い手となるために必要な技能を習得するための3ヶ月～1年程度の訓練。
  - 実施機関に必要な要件：法人格を有する団体であり、営利・宗教・政治活動を目的とせず、社会教育、環境保全、人権擁護、男女共同参画社会の形成、子供の健全育成などの社会性の高い事業（特定非営利活動促進法第2条別表の特定非営利活動に相当するもの）を行うものであること。
  - 合宿型若者自立プログラム（3～6ヶ月程度）：概ね40歳未満の無業者を対象とし、合宿形式による集団生活をしながら、生活訓練、労働の意義を理解させる体験、資格取得のための座学等を効果的に組み合わせて、社会人、職業人として必要な基本能力を習得させ、働くことへの自信と意欲を与えるもの。

## 生活保障のための給付制度と融資制度
雇用保険を受給できない人が、ハローワークのあっせんにより基金訓練または公共職業訓練を受講する場合に、下記の要件をすべて満たせば、訓練期間中の生活保障として、訓練・生活支援給付金（被扶養者のいる人は12万円/月、それ以外は10万円/月）が支給され、同時に訓練・生活支援資金融資（被扶養者のいる人は8万円/月、それ以外は5万円/月）を申請することができる。
- 雇用保険の求職者給付、職業転換給付金の職業促進手当てを受けていないこと（訓練手当ての受給ができないか、すでに終了している人も含む）
- 世帯の主たる生計者である（前年の収入の状況にもよる）
- また年収が200万円以下・なおかつ世帯全体の年収300万円以下・世帯全体の保有金融資産800万円以下であることや、現住所以外で土地や建物を所有していないこと、過去3年間に不正行為などで国の給付金の支給を受けていないこと
- 毎月の講習（その講習会の初日を起算日とした1ヶ月間）で80%以上の出席をしないと受け取ることができず、仮に出席率が80%を下回った場合はそれ以後の受給・貸付は一切できない（これは翌月以降も80%以上出席したからといって、支給・貸付が再開されることもない）。
- また過去に複数の基金訓練を受講し、かつ給付金・貸付を行っていた場合、最大合算して24ヶ月を経過した場合は、現在の講習を受けている途中でも支給・貸付は打ち切られる。